# Geoffrey Henry
Sir Geoffrey Henry, KBE (Aitutaki, 16 novembre 1940 – Rarotonga, 9 maggio 2012), è stato un politico cookese, primo ministro delle Isole Cook dal 13 aprile 1983 al 16 novembre 1983 e dal 1º febbraio 1989 al 29 luglio 1999.

## Biografia
Henry era originario di Aitutaki. Conseguì una laurea in giurisprudenza presso la Victoria University di Wellington, in Nuova Zelanda.  Il 16 aprile 2009, Henry venne eletto presidente del Comitato sportivo e olimpico nazionale delle Isole Cook per un mandato di quattro anni.
Henry è morto il 9 maggio 2012, all'età di 71 anni. Nei giorni precedenti la sua morte aveva ricevuto cure per il cancro.

### Vita privata
Era sposato con Lady Louisa Henry.

## Carriera politica
Henry inizialmente entrò in Parlamento con il partito di opposizione all'età di 24 anni, però nel 1972 si unì al Cook Islands Party.
Henry divenne leader del Cook Islands Party nel 1979, dopo che suo cugino Albert Henry fu costretto a dimettersi. Il primo mandato di Geoffrey Henry come primo ministro iniziò il 13 aprile 1983 e termino il 16 novembre 1983. Dal 1983 al 1989 ricoprì il ruolo di Leader dell'opposizione nel Parlamento delle Isole Cook. Il secondo mandato di Henry come Primo Ministro iniziò il 1º febbraio 1989 e terminò il 29 luglio 1999, a causa di dissidenti nel partito che si opponevano alla sua leadership. Joe Williams sostituì Henry come primo ministro, nonostante questo rimase leader del CIP.
Nel novembre 2004, Henry diventò vice primo ministro e ministro delle finanze nel governo di coalizione guidato da Robert Woonton. Henry restò in carica fino al 2006, quando si ritirò dalla politica e come leader del Cook Islands Party. Henry Puna succedette a Henry come leader del CIP.

## Onorificenze
Nel 1977, Henry ricevette la Medaglia del giubileo d'argento di Elisabetta II.
Il 13 giugno 1992, mentre prestava servizio come Primo Ministro, Henry venne nominato Cavaliere Commendatore dell'Ordine dell'Impero Britannico (KBE) dalla regina Elisabetta II.